# 게베어 71
게베어 71(Gewehr 71)은 1871년 독일 마우저가 최초로 개발한 소총이다.

## 역사
파울 마우저는 1838년 6월 27일 독일 뷔템베르크에서 태어났다. 아버지 프란츠 안드레아스 마우저와 4살 위 형 빌헬름 마우저도 파울 마우저처럼 건스미스였다.
파울 마우저와 빌헬름 마우저는 파울의 장인 집에서 새로운 소총 개발을 계속했다. 1871년 12월 2일 프러시아 정부는 구경 11 mm 단발장전 볼트액션 소총인 게베어 71을 채택했다. 안전 잠금장치 추가를 요구한 후에, 1872년 2월 14일부터 실전배치 되었다. 가늠쇠는 1,600 m까지 조준할 수 있다.
마우저 형제는 3천개의 게베어 71 소총 가늠쇠를 주문받았다. 그러나 실제 소총은 정부 무기고과 대형 총기회사에서 생산되었다. 1872년 5월 1일부터 게베어 71 소총 가늠쇠를 생산했다. 암베르그의 바바리안 소총 공장으로부터 10만정의 게베어 71 소총 가늠쇠를 주문받은 후에, 마우저 형제는 뷔템베르크 국영 아모리를 매수하여, 대형 총기 제조사가 되었다.